# موت‌نجمت
موت‌نجمت (انگلیسی: Mutnedjmet؛ ‏مصری باستان: mw.t-nḏm.t) یک ملکه همسر اهل مصر باستان و همسر بزرگ سلطنتی حورمحب آخرین دودمان هجدهم مصر بود. نام موت‌نجمت به معنی «موت شیرین است» یا «موت بانمک است» ترجمه می‌شود. او دومین همسر فرعون حورمحب پس از امینیا بود که پیش از آنکه حورمحب فرعون شود، درگذشت.

## القاب و عنوان‌های رسمی
شاهزاده موروثی (jryt-pʿt)، همسر بزرگ سلطنتی (ḥmt-nswt-wrt)، بزرگ‌ترین در ستایش‌ها (wrt-ḥswt)، بانوی جذابیت (nbt-jmʒt)، شیرین در عشق (bnrt-mrwt)، سرور مصر علیا و سفلی (ḥnwt-šmʿw -mḥw)، خنیاگر حاثور (ḥsyt-nt-ḥwt-ḥrw) و خنیاگر آمون (smʿyt-nt-jmnw).

## موت‌نجمت خواهر احتمالی نفریتی
برخی از مصرشناسان حدس زده‌اند که موت‌نجمت همان خواهر نفرتیتی موت‌بنرت/موت‌نجمت باشد، که در خصوص قرائت نام او اختلاف نظر وجود دارد. همان‌طور که ایان مِلاژوف اشاره کرده است، در استفاده از علائم «ندجم» (nḏm) و «بنر» (bnr) در نام ملکه تانجمت ابهامی وجود دارد که قطعاً باید به این صورت خوانده شود، اما یک مکمل آوایی سبب می‌شود که قرائت «ندجم» صحیح باشد، برای آنکه نوشتار در اصل «بنر» است. در نتیجه، تفاوت ظاهری میان نام‌های نوشته‌شده موت‌نجمت و موت‌بنرت به‌حدی نیست که افراد مختلف را به‌طور قطعی مشخص کند: خواه خواهر نفرتیتی و همسر حورمحب در واقع یک شخص باشند یا نه، احتمالاً نامش همان خواهد بود.
چه نام‌ها یکسان باشند یا نباشند، هویت این دو نفر نمی‌تواند به‌طور قطعی اثبات شود. همان‌طور که جفری مارتین می‌نویسد:
«نام موت‌نجمت در دوران پایانی دودمان هجدهم چندان نادر نبود و حتی اگر او خواهر نفرتیتی بود، ازدواج او با حورمحب تأثیری بر مشروعیت یا کاندیداتوری حورمحب نداشت، چرا که موت‌نجمت (که در مقبره‌های خصوصی در الاقصر تصویر شده است) خود از خون سلطنتی نبود. به هر حال، چه پیشینه‌ای که برای او فرض کنیم، موت‌نجمت ممکن است قبل از آنکه حورمحب فرعون شود، با او ازدواج کرده باشد.»
از سوی دیگر، بسیاری از مصرشناسان مانند آیدان دادسون معتقدند که نفرتیتی به پادشاه مؤنث (یعنی ملکه حکمران) نفرنفروآتون تبدیل شده است، که در این صورت، اگر همسر حورمحب موت‌نجمت خواهر نفرتیتی بوده باشد، او شوهرش را به‌طور نزدیک‌تری با دودمان یک پادشاه پیشین مرتبط می‌ساخته است. علاوه بر این، ممکن است نفرتیتی و خواهرش موت‌بنرت/موت‌نجمت دختران پادشاه آینده‌ای، آیی جانشین بعدی حورمحب بوده باشند، که این امر باعث می‌شد حورمحب پس از پدرزنش و از طریق او به سلطنت برسد. کمبود شواهد قطعی این نکات را غیرقابل اثبات می‌کند.

## مرگ و دفن
موت‌نجمت پس از سال سیزدهم سلطنت همسرش در حدود ۴۰ سالگی درگذشت و این نتیجه‌گیری مبتنی بر یک برچسب بر روی یک کوزه شراب که در اتاق دفن مقبره حورمحب در سقاره در منف پیدا شده است و همچنین یک مجسمه و دیگر اشیاء متعلق به اوست که در آنجا کشف شدند. مومیایی او در مقبره استفاده‌نشده حورمحب در منف همراه با مومیایی یک نوزاد مرده و نارس یافت شد. به نظر می‌رسد که او در مقبره منف حورمحب دفن شده باشد، کنار همسر اولش، امینیا. مومیایی موت‌نجمت نشان می‌دهد که او چندین بار زایمان کرده بود، اما آخرین پادشاه دودمان هجدهم در زمان مرگ خود وارث زنده‌ای نداشت. پیشنهاد شده است که او دست‌کم یک دختر داشته که در هیچ‌کدام از آثار یادبود ذکر نشده است. وجود نوزاد همراه با موت‌نجمت در مقبره نشان می‌دهد که این ملکه در هنگام زایمان درگذشته است. یک کوزهٔ کانوپی متعلق به ملکه اکنون در موزه بریتانیا نگهداری می‌شود.
مقبره QV33 در دره ملکه‌ها جایی که ملکه تانجمت، همسر ستی یکم دفن شده بود، به عنوان مقبره موت‌نجمت پیشنهاد شده بود که دلیلش اشتباه در خواندن نام ملکه در کارتوش‌ها بود. این پیشنهاد نادرست بعدها رد شده است.

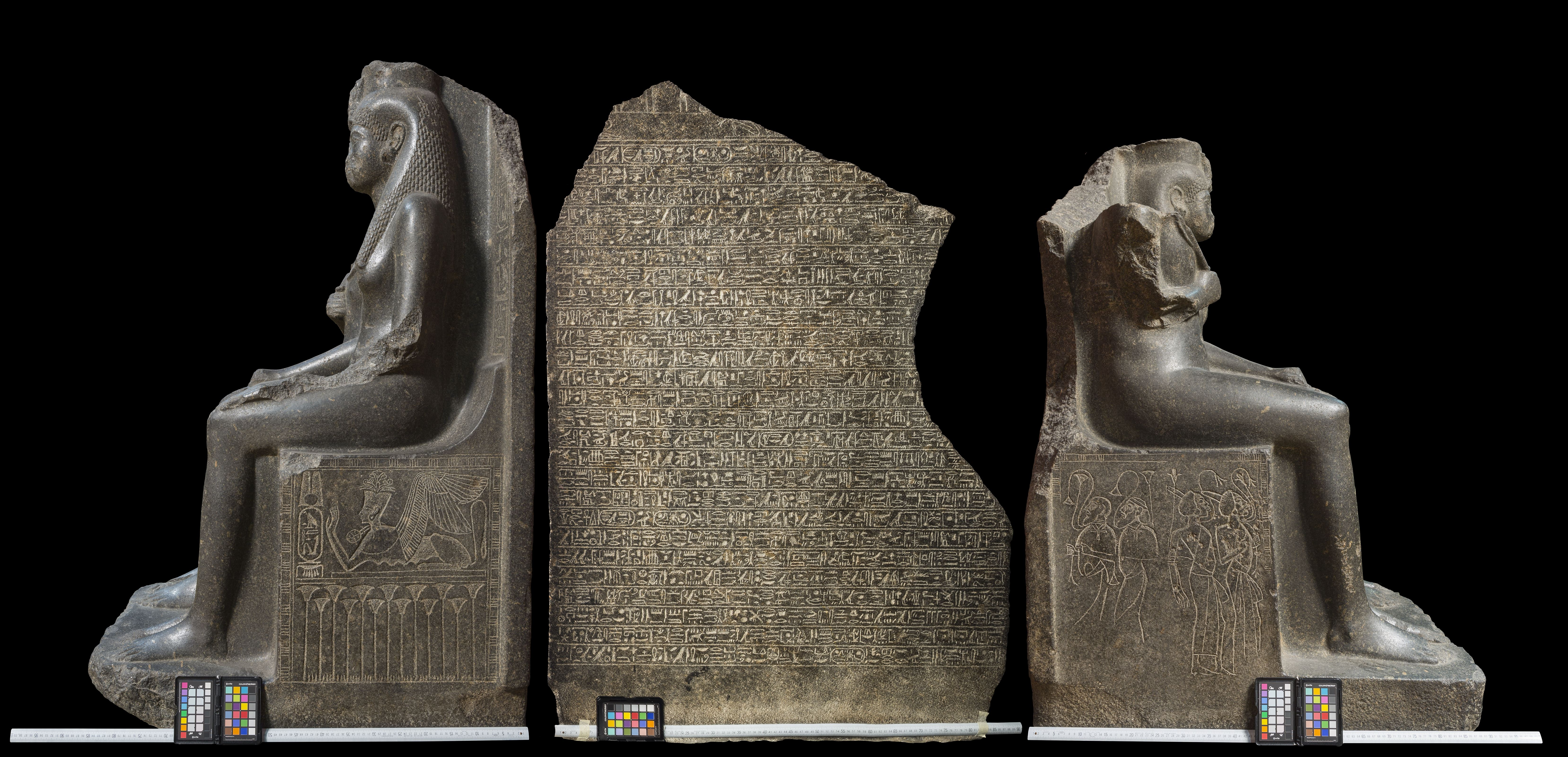
طرفین مجسمه دوتایی فرعون حورمحب و ملکه موت‌نجمت کشف‌شده در معبد کَرنَک که امروزه در موزه مصرشناسی تورین ایتالیا نگهداری می شود.در سمت تاج و تخت موت‌نجمت، او به صورت ابوالهول بالدار به تصویر کشیده شده است که کارتوش خودش را می‌ستاید. او به عنوان یک ابوالهول با تاجی مسطح با عناصر گیاهی مرتبط با الهه تنفوت به تصویر کشیده شده است. پشت مجسمه به قدرت رسیدن فرعون حورمحب را ثبت می‌کند.